# Pseudognathobotys africalis
Pseudognathobotys africalis là một loài bướm đêm trong họ Crambidae.